# Аугустусбург
Аугустусбург (нім. Augustusburg) — місто в Німеччині, в землі Саксонія. Підпорядкований адміністративному округу Хемніц. Входить до складу району Середньої Саксонії.
Площа — 23,42 км2. Населення становить 4508 ос. (станом на 31 грудня 2020). Офіційний код — 14 1 77 010.